# Derrick Borte
Derrick Borte est un réalisateur germano-américain né le 7 décembre 1967 à Francfort.

## Biographie
Derrick Borte nait né le 7 décembre 1967 à Francfort-sur-le-Main en Allemagne. Ses parents se nomment Donald et Susan Borte. Moins d'un an après sa naissance, sa famille déménage pour Norfolk en Virginie. Ils s'installent ensuite à Virginia Beach, où il obtien en 1985 un diplôme en 1985 à la First Colonial High School (en). Il intègre par la suite l'université Old Dominion de Norfolk où il décroche un Bachelor of Fine Arts en peinture. Il part ensuite pour Los Angeles en 1991, où il commencé à vendre ses œuvres dans une galerie d'art de premier plan. Il réalise également des travaux de conception graphique pour des marques de surf comme Billabong, Gotcha et Rip Curl,.
En 1992, Derrick Borte s'installe à New York. Il étudie à la Parsons The New School for Design, où il obtient un Master of Arts en études des médias. Il rejoint ensuite l'équipe de production de Sony Music Studios, où sa formation et son goût pour les beaux-arts évolue avec un passage au cinéma et à la vidéo. Il travaille sur l'émission MTV Unplugged et sur des clips,. En 1996, après après avoir décroché son diplôme à Parsons, il retourne à Virginia Beach où il travaille pour la chaine de télévision locale WAVY-TV (en) comme reporter TV.
En 1998, il a quitté la chaine pour lancer sa propre entreprise de réalisation de publicités,. Au fil des années, il commence à écrire des scénarios de films pendant son temps libre. La plupart sont — selon ses propres dires — mauvais même l'un d'eux attire l'attention et il explique que « tout le monde voulait... [et] je veux dire tout le monde. » Voulant lui-même réaliser le film, il contacte le producteur Scott Floyd Lochmus, pour qu'il l'aide à produire le film. Ce dernier avait embauché Borte chez Sony dans les années 1990, et ils étaient devenus amis. Ils finiront par créer leur propre société de production, Storyland Pictures.
En 2010, il écrit, réalise et produit La Famille Jones, une comédie noire mettant en scène Demi Moore et David Duchovny. Derrick Borte explique avoir eu l'idée du film en regardant une émission de magazine d'actualité qui portait sur le marketing furtif. Le film est projeté dans divers festivals, notamment en présentation spéciale au festival international du film de Toronto 2009 ou en compétition officielle au festival du cinéma américain de Deauville 2010.
En 2013, il réalise le long métrage Dark Around the Stars. Mark Kassen (en) y incarne un homme alcoolique et troublé qui, en road trip au Nouveau-Mexique, prévoit de se suicider le jour de son anniversaire.
En 2015, il coécrit et réalise le thriller H8RZ (en) (Haters) dans lequel il dirige Abigail Spencer, Eliza Bennett et Israel Broussard. Le film est projeté en avant-première dans son ancienne université d'Old Dominion.
Son quatrième film comme réalisateur, London Town (en), sort dès l'année suivante. Ce film au récit initiatique met en scène Daniel Huttlestone, Dougray Scott, Natascha McElhone ou encore Jonathan Rhys Meyers. Ce dernier incarne Joe Strummer de The Clash. Dans une interview pour The Spill Magazine, Derrick Borte révèle avoir reçu une copie du premier album des Clash alors qu'il était au collège et que « dès les premières minutes, j'ai réalisé que c'était la musique que j'étais censé écouter ». Il ajoute que « le film lui-même parle vraiment du pouvoir de la musique pour changer votre vie », comme c'était le cas pour le personnage principal du film. »
Il revient ensuite au thriller American Dreamer (en) (2018), avec Jim Gaffigan et Robbie Jones. Le film est tourné à Virginia Beach, là où il a grandi. Pour ce projet, il s'est associé à son ancienne université Old Dominion et au Virginia Film Office, dans le cadre d'une initiative visant à permettre à 25 étudiants de faire un stage sur le film.
Derrick Borte dirige ensuite Russell Crowe, Caren Pistorius et Gabriel Bateman dans Enragé (Unhinged, 2020). Il met en scène une mère de famille, Rachel Hunter, qui conduit son fils Kyle à l’école. Après une banale altercation routière, elle va être prise en chasse par le conducteur Tom Cooper, bien décidé à lui apprendre la politesse,. Le film reçoit des critiques mitigées,,. Sorti peu après la réouverture des cinémas en raison de la pandémie de Covid-19, le film engrange tout de même plus de 42 millions dollars au box-office.
En 2023, il est annoncé pour adapter la série de comics Polar: The Black Kaiser de Víctor Santos (en). Son film suivant sera finalement le thriller Bear Country, dont le tournage débute en février 2025. Il y dirige à nouveau Russell Crowe, entouré de Nina Dobrev, Teresa Palmer, Aaron Paul ou encore Luke Evans,.

## Filmographie
Sauf indication contraire, les informations mentionnées dans cette section peuvent être confirmées par la base de données cinématographiques IMDb,  présente dans la section « Liens externes ».

### Réalisateur
- 2009 : La Famille Jones (The Joneses)
- 2013 : Dark Around the Stars
- 2015 : H8RZ (en)
- 2016 : London Town (en)
- 2018 : American Dreamer (en)
- 2020 : Enragé (Unhinged)
- prochainement : Bear Country (en)

### Scénariste
- 2002 : The End of the Bar de Randy T. Dinzler
- 2009 : La Famille Jones (The Joneses) de lui-même
- 2015 : H8RZ (en) de lui-même
- 2018 : American Dreamer (en) de lui-même

### Producteur
- 2005 : Fortunes de Parker Cross
- 2009 : La Famille Jones (The Joneses) de lui-même
- 2011 : Cat Run de John Stockwell
- 2013 : Dark Around the Stars de lui-même